# Surbiton Trophy 2023 - Doppio maschile
Julian Cash e Henry Patten erano i detentori del titolo ma si sono ritirati prima della semifinale.
In finale Liam Broady e Jonny O'Mara hanno sconfitto Alexei Popyrin e Aleksandar Vukic con il punteggio di 6–4, 5–7, [10–8].

## Teste di serie
1. Julian Cash /  Henry Patten (semifinale, ritirati)
2. André Göransson /  Ben McLachlan (primo turno)

1. Sriram Balaji /  Gonzalo Escobar (quarti di finale)
2. William Blumberg /  Max Purcell (ritirati)

## Wildcard
1. Luke Johnson /  Ryan Peniston (primo turno)

1. Toby Samuel /  Connor Thomson (quarti di finale)

## Alternate
1. Aleksandar Kovacevic /  Shang Juncheng (primo turno)

1. Charles Broom /  Mark Whitehouse (quarti di finale)

## Tabellone

### Legenda
| - Q = Qualificato - WC = Wild card - LL = Lucky loser | - ALT = Alternate - SE = Special Exempt - PR = Protected Ranking | - w/o = Walkover - r = Ritirato - d = Squalificato |

|  | Primo turno | Primo turno             | Primo turno             | Primo turno | Primo turno |  |  | Quarti di finale | Quarti di finale      | Quarti di finale      | Quarti di finale  | Quarti di finale  |                   |      | Semifinali | Semifinali           | Semifinali      | Semifinali        | Semifinali |   |     | Finale | Finale | Finale | Finale | Finale |  |
|  |             |                         |                         |             |             |  |  |                  |                       |                       |                   |                   |                   |      |            |                      |                 |                   |            |   |     |        |        |        |        |        |  |
|  | 1           | J Cash H Patten         | 7                       | 65          | [10]        |  |  |                  |                       |                       |                   |                   |                   |      |            |                      |                 |                   |            |   |     |        |        |        |        |        |  |
|  | WC          | L Johnson R Peniston    | 60                      | 7           | [5]         |  |  | 1                | J Cash H Patten       | 65                    | 6                 | [12]              |                   |      |            |                      |                 |                   |            |   |     |        |        |        |        |        |  |
|  |             | Z Bergs G Brouwer       | 4                       | 6           | [10]        |  |  | Alt              | C Broom M Whitehouse  | 7                     | 4                 | [10]              |                   |      |            |                      |                 |                   |            |   |     |        |        |        |        |        |  |
|  | Alt         | C Broom M Whitehouse    | 6                       | 3           | [12]        |  |  |                  |                       |                       |                   |                   |                   |      | 1          | J Cash H Patten      | J Cash H Patten | J Cash H Patten   |            |   |     |        |        |        |        |        |  |
|  | Alt         | A Kovacevic J Shang     | A Kovacevic J Shang     | 3           | 3           |  |  |                  |                       |                       | L Broady J O'Mara | L Broady J O'Mara | L Broady J O'Mara | w/o  |            |                      |                 |                   |            |   |     |        |        |        |        |        |  |
|  |             | L Broady J O'Mara       | L Broady J O'Mara       | 6           | 6           |  |  |                  | L Broady J O'Mara     | L Broady J O'Mara     | 6                 | 6                 |                   |      |            |                      |                 |                   |            |   |     |        |        |        |        |        |  |
|  |             | H Grenier C Lestienne   | H Grenier C Lestienne   | 7           | 7           |  |  |                  | H Grenier C Lestienne | H Grenier C Lestienne | 3                 | 2                 |                   |      |            |                      |                 |                   |            |   |     |        |        |        |        |        |  |
|  |             | A-u-H Qureshi D Sharan  | A-u-H Qureshi D Sharan  | 62          | 5           |  |  |                  |                       |                       |                   |                   |                   |      |            | L Broady J O'Mara    | 6               | 5                 | [10]       |   |     |        |        |        |        |        |  |
|  |             | A de Minaur R Hijikata  | A de Minaur R Hijikata  | 64          | 5           |  |  |                  |                       |                       |                   |                   |                   |      |            |                      |                 | A Popyrin A Vukic | 4          | 7 | [8] |        |        |        |        |        |  |
|  |             | R Galloway J-P Smith    | R Galloway J-P Smith    | 7           | 7           |  |  |                  | R Galloway J-P Smith  | 7                     | 3                 | [10]              |                   |      |            |                      |                 |                   |            |   |     |        |        |        |        |        |  |
|  |             | Y-h Hsu L Saville       | Y-h Hsu L Saville       | 64          | 5           |  |  | 3                | S Balaji G Escobar    | 65                    | 6                 | 7                 |                   |      |            |                      |                 |                   |            |   |     |        |        |        |        |        |  |
|  | 3           | S Balaji G Escobar      | S Balaji G Escobar      | 7           | 7           |  |  |                  |                       |                       |                   |                   |                   |      |            | R Galloway J-P Smith | 3               | 6                 | [11]       |   |     |        |        |        |        |        |  |
|  |             | A Popyrin A Vukic       | A Popyrin A Vukic       | 6           | 7           |  |  |                  |                       |                       | A Popyrin A Vukic | 6                 | 0                 | [13] |            |                      |                 |                   |            |   |     |        |        |        |        |        |  |
|  |             | C Eubanks N Mejía       | C Eubanks N Mejía       | 4           | 5           |  |  |                  | A Popyrin A Vukic     | 6                     | 7                 | [12]              |                   |      |            |                      |                 |                   |            |   |     |        |        |        |        |        |  |
|  | WC          | T Samuel C Thomson      | T Samuel C Thomson      | 6           | 7           |  |  | WC               | T Samuel C Thomson    | 78                    | 5                 | [10]              |                   |      |            |                      |                 |                   |            |   |     |        |        |        |        |        |  |
|  | 2           | A Göransson B McLachlan | A Göransson B McLachlan | 2           | 63          |  |  |                  |                       |                       |                   |                   |                   |      |            |                      |                 |                   |            |   |     |        |        |        |        |        |  |